# Western Conference (WNBA)
Die Western Conference ist eine der zwei Conferences in der höchsten nordamerikanischen Damen-Basketball-Liga, der Women’s National Basketball Association (WNBA). Nachdem die Sacramento Monarchs ihren Spielbetrieb nach der Saison 2009 einstellten, wurden die Tulsa Shock, die Ende 2009 von Detroit nach Tulsa übersiedelten wurden, in die Western Conference aufgenommen. Die Western Conference besteht seit der Saison 2010 wie die Eastern Conference aus sechs Mannschaften. Zwei Teams sind seitdem umgezogen, verblieben aber in der Western Conference.

## Playoff-Modus
Von der Saisons 2000 bis zur Saison 2015 erreichten die vier bestplatzierten Teams die Western Conference Playoffs. Die Teams spielten eine Serie von Spielen gegen immer denselben Gegner. Jenes Team, das als erstes zwei Siege auf dem Konto verbuchen kann kam in die nächste Runde. Der Sieger der Western Conference spielte gegen den Sieger der Eastern Conference um den Titel. 2016 wurde ein conference-übergreifendes Playoff-Format in der WNBA eingeführt.

## Teams
| Mannschaft         | erste Saison in der WNBA (vorherige Namen)                          |
| ------------------ | ------------------------------------------------------------------- |
| Dallas Wings       | 1998 (2010–2015 Tulsa Shock, 01998–2009 Detroit Shock)              |
| Los Angeles Sparks | 1997                                                                |
| Minnesota Lynx     | 1999                                                                |
| Phoenix Mercury    | 1997                                                                |
| Las Vegas Aces     | 1997 (1998–2002 Utah Starzz, 02003–2017 San Antonio (Silver) Stars) |
| Seattle Storm      | 2000                                                                |